# Тённесен, Терье
Терье Тённесен (норв. Terje Tønnesen; род. 27 февраля 1955, Осло) — норвежский скрипач.
Учился в Швейцарии у Макса Росталя. В 1977 г. вошёл в число молодых музыкантов, объединившихся в Норвежский камерный оркестр, и стал его первым и бессменным художественным руководителем (в 1981—2001 гг. этот пост разделяла с ним Айона Браун). Одновременно некоторое время был первым концертмейстером Филармонического оркестра Осло, а в 2007 г. занял пост музыкального руководителя оркестра «Camerata Nordica».
Тённесен зарекомендовал себя как музыкант, склонный к различного рода экспериментам и выходу за пределы привычного академического музицирования. Так, в 1997 г. он участвовал во фриджазовом проекте Терье Рюпдаля «Skywards», а среди выступлений возглавляемого Тённесеном Норвежского камерного оркестра была, например, программа в рамках Фестиваля камерной музыки в Ставангере, в которой Камерная симфония Дмитрия Шостаковича была исполнена в формате монтажа с поэмой Анны Ахматовой «Реквием».